# NXT Halloween Havoc (2022)
NXT Halloween Havoc (2022) foi o terceiro evento anual de luta livre profissional Halloween Havoc produzido pela WWE e o 15º evento Halloween Havoc em geral. Foi realizado exclusivamente para lutadores da divisão de marca NXT da promoção. Ao contrário dos dois anos anteriores, que foram ao ar como especiais de televisão, o Halloween Havoc de 2022 será um evento de transmissão ao vivo. Aconteceu no sábado, 22 de outubro de 2022, no WWE Performance Center em Orlando, Flórida. A lutadora do SmackDown Shotzi voltou para co-sediar o evento com o lutador do NXT Quincy Elliott; Shotzi já sediou o evento de 2020 quando ainda estava no NXT. Em uma promoção cruzada com a série de TV Chucky, Chucky voltou a participar dos segmentos Spin the Wheel, Make the Deal
Seis partidas foram disputadas no evento. No evento principal, Bron Breakker derrotou Ilja Dragunov e JD McDonagh em uma luta triple threat para manter o Campeonato do NXT. Em outras lutas de destaque, Mandy Rose derrotou Alba Fyre para manter o Campeonato Feminino do NXT, e na luta de abertura, Wes Lee derrotou Carmelo Hayes, Oro Mensah, Von Wagner e Nathan Frazer em uma luta de escadas de cinco homens para vencer o vago Campeonato Norte Americano do NXT.

## Produção

### Introdução
Halloween Havoc é um evento de luta livre profissional atualmente produzido pela WWE. Como o nome indica, é um show com tema de Halloween realizado em outubro. Foi originalmente produzido como um pay-per-view anual pela World Championship Wrestling (WCW) de 1989 a 2000 como WWE - na época ainda conhecida como World Wrestling Federation - comprada pela WCW em 2001. O evento de 2000 foi o último Halloween Havoc até a WWE reviver o show para sua marca de desenvolvimento NXT em 2020. Os eventos de 2020 e 2021 foram realizados como especiais de televisão do programa de televisão NXT, mas para 2022, será um evento de transmissão ao vivo, transmitido pela Peacock nos Estados Unidos e pela WWE Network nos mercados internacionais.

### Histórias
O NXT Halloween Havoc incluirá várias lutas. As lutas resultam de histórias roteirizadas, onde os lutadores retratam heróis, vilões ou personagens menos distinguíveis para criar tensão e culminar em uma luta ou série de lutas. Os resultados são predeterminados pelos escritores da WWE na marca NXT, enquanto as histórias são produzidas no programa de televisão semanal, NXT, e no programa complementar de streaming online Level Up.
Depois de vencer o Campeonato Norte Americano do NXT no episódio final do NXT 2.0 em 13 de setembro (que reverteu para o NXT), Solo Sikoa, que substituiu Wes Lee devido a um ataque de Carmelo Hayes, foi informado por Shawn Michaels que ele foi destituído do título porque não foi sancionado para competir na partida. Devido a ele ter sido chamado para o SmackDown depois de estrear no Clash at the Castle duas semanas antes, foi anunciado que cinco desafiantes competiriam em uma luta de escadas pelo título vago. Nesse mesmo episódio, Oro Mensah se tornou o primeiro a se qualificar ao derrotar Grayson Waller. Nas semanas seguintes, Lee se classificou ao derrotar Tony D'Angelo, Von Wagner se classificou ao derrotar Andre Chase e Nathan Frazer se classificou ao derrotar o Axiom, que também serviu como a partida final de sua melhor de três séries.
| Papel:                    | Nome:             |
| ------------------------- | ----------------- |
| Comentaristas em inglês   | Vic Joseph        |
| Comentaristas em inglês   | Booker T          |
| Comentaristas em espanhol | Marcelo Rodríguez |
| Comentaristas em espanhol | Jerry Soto        |
| Anunciadora de ringue     | Alicia Taylor     |
| Árbitros                  | Adrian Butler     |
| Árbitros                  | Chip Danning      |
| Árbitros                  | Dallas Irvin      |
| Árbitros                  | Derek Sanders     |
| Árbitros                  | Joey Gonzalez     |
| Pre-show                  | Sam Roberts       |
| Pre-show                  | McKenzie Mitchell |
| Pre-show                  | Dave LaGreca      |

No episódio de 20 de setembro do NXT, JD McDonagh derrotou Tyler Bate para se tornar o desafiante número 1 ao Campeonto do NXT de Bron Breakker. Após a luta, McDonagh foi confrontado por Breakker e Ilja Dragunov, que deixou o Campeonato do NXT UK por lesão. Na semana seguinte, durante outro confronto entre os três, Breakker sugeriu uma luta triple threat pelo Campeonato do NXT, que foi oficializada para o Halloween Havoc.
No NXT: The Great American Bash, Cora Jade e Roxanne Perez derrotaram Toxic Attraction (Gigi Dolin e Jacy Jayne) para ganhar o Campeonato de Duplas Femininas do NXT. Após a luta, Perez anunciou que iria descontar seu contrato do NXT Women's Breakout Tournament para uma luta pelo Campeonato Feminino do NXT na semana seguinte, onde ela perdeu para a atual campeã Mandy Rose depois que Jade atacou Perez e a atacou, virando heel e dissolvendo sua equipe. Como resultado, o Campeonato de Duplas Femininas do NXT foi desocupado. Jade e Perez então se enfrentaram no NXT Heatwave em 16 de agosto, onde Jade saiu vitoriosa. No episódio de 4 de outubro do NXT, Jade e Perez foram os convidados do Waller Effect, apresentado por Grayson Waller, onde Waller anunciou que uma revanche entre as duas no Halloween Havoc seria uma partida Spin The Wheel, Make the Deal. Waller então girou a roda com ela pousando em uma luta Weapons Wild.
No Worlds Collide, os Campeões de Duplas do NXT The Creed Brothers (Brutus e Julius Creed) competiram em uma luta fatal four-way de eliminação de duplas para unificar o NXT e o Campeonato de Duplas do NXT UK, e foram a equipe final eliminada por Pretty Deadly (Elton Prince e Kit Wilson) depois que o companheiro de equipe Diamond Mine Damon Kemp atacou Julius, virando heel. No episódio de 13 de setembro do NXT 2.0, os Creed Brothers não conseguiram recuperar os títulos de Pretty Deadly em uma luta em uma jaula de aço, depois que Kemp algemou Julius na jaula, deixando Brutus para lutar sozinho contra Pretty Deadly. No episódio de 4 de outubro do NXT, Kemp anunciou que ele e Julius teriam uma luta no Halloween Havoc, com a estipulação de que, se Julius perdesse, Brutus teria que deixar o NXT. Por sua vez, Julius escolheu sua própria estipulação na forma de uma luta de ambulância.

## Resultados
| Nº                                          | Resultados                                                                                         | Estipulações                                                                       | Tempo |
| ------------------------------------------- | -------------------------------------------------------------------------------------------------- | ---------------------------------------------------------------------------------- | ----- |
| Dark                                        | Kiana James derrotou Valentina Feroz                                                               | Luta individual                                                                    | –     |
| Dark                                        | Axiom derrotou Javier Bernal                                                                       | Luta individual                                                                    | –     |
| 1                                           | Wes Lee derrotou Carmelo Hayes (com Trick Williams), Oro Mensah, Von Wagner (com Mr.Stone) e Axiom | Luta de escada pelo vago Campeonato Norte Americano do NXT                         | 19:17 |
| 2                                           | Apollo Crews derrotou Grayson Waller                                                               | Luta Spin the Wheel, Make the Deal: Casket match                                   | 12:58 |
| 3                                           | Roxanne Perez derrotou Cora Jade                                                                   | Luta Spin the Wheel, Make the Deal: Weapons Wild match                             | 12:25 |
| 4                                           | Julius Creed derrotou Damon Kemp                                                                   | Luta de Ambulância Se Julius tivesse perdido, Brutus Creed teria que deixar o NXT. | 14:09 |
| 5                                           | Mandy Rose (c) derrotou Alba Fyre                                                                  | Luta individual pelo Campeonato Feminino do NXT                                    | 7:07  |
| 6                                           | Bron Breakker (c) derrotou Ilja Dragunov e JD McDonagh                                             | Luta Triple Threat pelo Campeonato do NXT                                          | 23:47 |
| (c) – Refere-se aos campeões antes da luta. | |                                                                                    |       |